# Karien Noordhoff
Karien Noordhoff, née le 3 août 1978 à Groningue,,,, est une actrice néerlandaise.

## Filmographie

### Cinéma et téléfilms
- 2002 : Hartslag : L'infirmière
- 2002 : Baantjer : Jessica
- 2004 : Grijpstra & de Gier (nl) : Charlotte
- 2005 : De Afdeling (nl) : Lotte
- 2006 : Rozengeur & Wodka Lime (nl) : Nina
- 2006 : Boks (nl) : Claudia
- 2007 : Alles is liefde : L'hôtesse de terre
- 2006-2008 : Keyzer & De Boer Advocaten : Sabrina Santos
- 2009 : Floor Faber (nl) : Stefanie
- 2010 : De avonturen van Kruimeltje (nl) : Vera di Borboni
- 2011 : VRijland (nl) : Sjaan
- 2012 : Van God Los (nl) : Chantal
- 2014 : Flikken Maastricht : Julia Maas
- 2014 : Divorce (nl) : Laura
- 2014 : Heer & Meester (nl) : Carol Milano
- 2015 : Force (nl) : Sam de Koning
- 2015 : Dokter Tinus : Gemma Reidinga
- 2016 : Toon (nl) : Petra
- 2016 : Project Orpheus : Petra
- 2016 : Kappen! (nl) : La mère de Indra
- 2017 : De mannentester (nl) : Barbara van Loon
- 2018 : LOIS (nl) : Mirjam Strijbis
- 2019 : Bears Love Me! (de) : Christine